# 奄美市立朝日中学校
奄美市立朝日中学校（あまみしりつ あさひちゅうがっこう）は、鹿児島県奄美市にある公立（市立）中学校。

## 沿革
- 1948年4月 - 三方村立第一中学校として開校[2]。
- 1955年2月 - 名瀬市に三方村が編入され、名瀬市立朝日中学校に改称[2]。
- 2006年3月 - 名瀬市が大島郡笠利町および住用村と合併し奄美市となり、奄美市立朝日中学校に改称。

## 通学区域
朝日小学校区域（名瀬大字浦上，名瀬大字大熊，名瀬大字有屋，名瀬大字仲勝，名瀬浦上町，名瀬有屋町，名瀬仲勝町，名瀬鳩浜町，名瀬朝日町，名瀬和光町）